# József Sákovics
A forma nativa deste nome pessoal é Sákovics József. Este artigo usa a ordem dos nomes ocidentais.
József Sákovics (26 de julho de 1927 - 2 de janeiro de 2009) foi um esgrimista Olímpico Húngaro. Ele ganhou uma prata (nos jogos de 1956 em Melbourne) e duas medalhas de bronze (nos jogos de 1952 e 1956 em Helsinque e Melbourne) em dois Jogos Olímpicos.